# 서울 화계사 명부전 시왕도 및 사자도
서울 화계사 명부전 시왕도 및 사자도(서울 華溪寺 冥府殿 十王圖 및 使者圖)는 서울특별시 강북구 수유동, 화계사에 있는 조선시대의 불화이다. 2016년 8월 4일 서울특별시의 유형문화재 제392호로 지정되었다.

## 개요
시왕도는 열명의 왕 중 2왕 또는 3왕을 한 폭으로 구성한 4폭 형식인데, 6왕·8왕·10왕도 1폭이 분실되었다. 화기에 의하면 화원은 승의(勝宜)이며, 1878년 상궁들의 시주로 봉안됨. 12지신상이 등장하고, 각 지옥의 명칭을 적어 알 수 있게 한 것이 특징적이다.
사자도는 화면을 두 폭으로 나누어 사자와 지옥장군을 그린 것으로, 시왕도와 함께 장군·사자도를 함께 그리는 것은 조선말기 서울 경기지역에서 유행하던 것이며, 사자도는 보광사 사자도(1872년)와 같은 초본을 사용한 것으로 보인다.
왕실발원 불화로서의 품격을 잘 보여주며, 조선말기 서울·경기지역의 시왕도와 사자도 형식을 대표하는 작품이다.

## 조사보고서
화계사 명부전의 시왕상 뒤에는 시왕도와 사자도가 함께 봉안되어 있다. 시왕도는 열 명의 왕 중 2왕 또는 3왕을 한 폭으로 구성한 4폭 형식으로 구성되었는데, 6왕·8왕·10왕도 1폭이 분실되어 1왕·3왕도 1폭, 5왕·7왕·9왕도 1폭, 2왕·4왕도 1폭 등 3폭만 남아있다. 사자도는 화면을 두 폭으로 나누어 사자와 지옥장군을 그린 것으로, 화면 왼편에 사자 2구와 말, 오른쪽에 장군도가 그려져 있다. 시왕도와 사자도 모두 1878년에 지장보살도와 함께 조성되었다.

## 시왕도
각 폭 모두 성벽과 구름, 성문으로 화면을 분할하였으며, 시왕을 중심으로 그를 보좌하는 권속을 빽빽하게 표현하였다. 하단의 지옥 형벌장면 역시 많은 수의 인물을 표현하여 화면 전체를 빈 공간 없이 가득 메우고 있다. 또한 성벽을 주위에 둘러 마치 시왕이 있는 곳이 성 안쪽이고, 지옥형벌을 받는 곳이 성 바깥이라는 느낌을 준다.
상단에는 병풍을 배경으로 시왕이 의자에 앉아 있는 모습이 큼직하게 묘사되었으며, 시왕 주위의 난간과 계단 아래쪽에 권속들이 시립하고 있다. 옥졸은 대부분 창과 같은 무기류를 들고 있고, 판관은 복두를 쓰고 산(傘)이나 선(扇) 등, 동자는 벼루, 두루마리, 책, 천녀는 선(扇)을 들고 있다.
이처럼 성벽과 구름 또는 산수, 성문 등으로 화면을 분할하는 기법은 조선 후기 시왕도에서 성행하던 기법이다. 하단은 거의 빈 공간이 없을 정도로 빽빽하게 지옥형벌장면이 표현되었는데, 각 대왕도 아래의 지옥장면은 다음과 같다.

### 1왕·3왕도
제1왕도는 망자가 죽은 후 7일되는 날 첫 번째로 벌을 받는 진광대왕(秦廣大王)의 심판광경과 확탕지옥(鑊湯地獄)을 그린 것이다. 상단에는 권속들로 둘러싸여 몸을 오른쪽으로 틀고 앉아 수염을 쓰다듬고 있는 진광대왕이 그려져 있으며, 하단에는 망자가 목에 칼을 차고 판관에게 문초를 당하는 장면과 펄펄 끓는 가마솥에서 고통 받는 광경이 묘사되어 있다.
제3왕도는 망자가 3,7일에 가는 송제대왕(宋帝大王)과 좌참지옥(剉斬地獄)을 그렸다. 몸을 왼쪽으로 튼 채 합장하고 위를 쳐다보고 있는 송제대왕과 함께 형벌을 받는 장면, 즉 지옥에 끌려오는 장면을 위시하여 칼을 차고 벌을 기다리는 듯한 장면, 형틀에 매달린 채 검으로 죽임을 당하는 장면 등이 그려져 있다.

### 5·7·9왕도
제5왕도는 염라대왕(閻羅大王)의 심판장면과 좌대지옥(剉碓地獄)을 그렸다. 평소 살생을 일삼는 자의 과보를 업경대(業鏡臺)에 비추어 보고 무시무시한 돌절구로 찧어 죽이는 장면과 이를 자애로운 눈길로 바라보는 지장보살상이 표현되어 있는데, 지장보살상이 향로를 받쳐 든 동자를 안고 있는 모습이 특징적이다.
제7왕도는 망자가 49일째 심판을 받는 태산대왕(泰山大王)의 심판장면과 한빙지옥(寒氷地獄)을 그린 것이다. 긴 칼을 들고 있는 옥졸들이 칼을 쓴 망자들을 데리고 오는 모습과 입에서 찬 기운을 내뿜고 있는 옥졸과 창을 들고 있는 사자가 그려져 있다. 그 옆에는 옥졸이 망자의 머리채와 다리를 잡고 얼음 쪽으로 던지려하고 있는데, 사방이 얼어붙은 곳에서는 하의만 입고 있는 망자들이 추위에 떠는 장면이 보인다. 책상 없이 녹사(錄士)가 대왕 앞에 엎드려 죄목을 기록하고 있는 점이 흥미롭다.
제9왕도는 사후 1년째에 망자를 심판하는 도시대왕(都市大王)의 왕청과 거해지옥(鉅解地獄), 업칭지옥(業秤地獄)의 장면을 묘사하였다. 도시대왕은 보관 대신 투구를 쓰고 있다. 상단에는 대왕과 호위 권속들이 배치되어 있으며, 하단에는 지옥이 펼쳐져 있다. 판관들은 업칭의 양 끝을 잡고 망자의 죄의 무게를 달거나 두루마리를 들고 추를 쳐다보고 있으며, 그 앞에서 옥졸이 칼을 들고 서있다. 이와 함께 거해지옥에서는 옥졸이 나무판 사이에 망자를 넣고 톱질을 하거나 망자가 있는 나무판 주위에서 칼과 창을 든 옥졸들과 칼을 쓴 망자들이 지옥형벌장면을 쳐다보고 있다.

### 2·4왕도
제2왕도는 14일째 되는 날 심판을 받는 초강대왕청(初江大王廳)의 심판장면과 발설지옥(拔舌地獄)을 묘사하였다. 지장보살이 석장을 든 채 입을 가리고 동자는 그 뒤에서 번을 든 채 아래쪽을 쳐다보고 있으며, 아래 쪽에서는 옥졸 2명이 망자들을 데리고 합장하며 지장보살을 쳐다보고 있다. 옥졸이 몽둥이를 든 채 망자들을 다그치거나 사자가 두루마리를 펴서 판관을 보여주는 장면 등도 보인다.
이와 함께 나무에 망자의 머리카락과 손, 발을 묶고 입에서 혀를 길게 뽑아 옥졸이 그 위에서 소에게 쟁기를 매달아 끌고 있다. 이것은 바로 입으로 나쁜 업보를 지은 중생들이 혀를 뽑히고 혀 위에서 소가 쟁기질하는 고통을 받는 광경을 묘사한 것이다.
제4왕도는 28일째 되는 날 심판을 하는 오관대왕(五官大王)과 철상지옥(鐵床地獄)을 묘사하였다. 상단에는 오관대왕과 그 권속들을 나타내었으며, 하단에는 죄인들이 목에 칼을 차고 귀졸들에게 끌려오는 장면과 온 몸에 쇠말뚝을 박아 죽이는 끔찍한 광경이 묘사되어 있다.
이상에서 살펴본 바와 같이 화계사 명부전 시왕도는 각 왕도별로 화면을 2등분하여 하단에 지옥의 성격에 따른 극적인 변상(變相)을 묘사하였다. 2대왕도의 화면 하단 화기에는 󰡒光緖四年戊寅二月初五日奉安于華溪道場…金魚 聖〔性〕庵勝宜… …󰡓라고 적혀있어, 1878년 2월에 그려 봉안하였으며 화원은 승의(勝宜)임을 알 수 있다. 또한 각 폭마다 많은 상궁들이 시주자로 참여하였는데, 그 중 일부는 지장보살도에도 시주자로 등장하고 있다.
승의는 19세기 후반에 활동한 경기지역 화승으로, 당호는 역암당(櫟庵堂)·성암당(性庵堂)·취암당(翠庵堂)이다. 약 25년 동안 활동하였지만 전하는 작품은 많지 않은데, 화계사 지장보살도(1878년)의 화기에 화산당 재근(華山堂 在根)과 함께 화계사 화승으로 이름이 올라있는 것으로 보아 화계사 승려였음을 알 수 있다.
활동기 초기인 1868년에 금곡당 영환(金谷堂 永煥)· 한봉당 창엽(漢峰堂 昌曄)과 안성 청룡사 현왕도 조성시 화연관계를 맺었으며, 같은 해 그린 흥국사 대웅보전 지장시왕도 조성 시에는 수화승 금곡당 영환을 비롯하여 응륜(應崙)·동조(頓照)·자간(自間) 등과도 함께 참여하였다.
이 시왕도에서의 한 가지 특징적인 점은 각 왕도마다 기타 시왕도들에서는 볼 수 없는 12지신상이 등장하고 있으며, 각 지옥의 명칭을 적어 각 지옥의 명칭을 명확하게 알 수 있게 한 것이다.

## 사자도
사자도는 명부전의 좌측에 봉안되어 있다. 한 화면을 둘로 나누어 향우측에는 긴 막대를 들고 있는 장군, 향좌측에는 말과 함께 서있는 사자 2구를 그렸다. 장군은 머리에 양각이 높게 솟은 모자를 쓰고 오른손으로 막대를 잡고 왼손으로는 칼 같은 것을 잡은 채 측면을 향해 서있으며, 두 사자는 긴 번(幡)을 들거나 말의 고삐를 움켜쥔 채 말의 앞·뒤에 서서 걸어가고 있는 모습으로 묘사되었다.
시왕도와 함께 장군⋅사자도를 함께 그리는 것은 조선말기 서울 경기지역에서 유행하던 것으로, 이 역시 그러한 전통을 잘 따르고 있다. 사자도는 보광사 사자도(1872년)와 같은 초본을 사용했으며, 1898년에 조성된 봉국사 사자도(1898년) 또한 초본을 사용해 그렸다.
19세기 말 서울 경기지역에서 성행했던 대표적인 시왕도와 사자도로서, 서울지역에서 조성된 19세기 말의 시왕도 및 사자도-보광사 시왕도 및 사자도(1872년), 흥천사 시왕도(1885년), 봉국사 시왕도 및 사자도(1898년), 봉원사 시왕도(19세기말) 등-과 동일한 도상을 보여준다.
많은 상궁들이 참여하여 시주발원한 것으로, 조선 말기 상궁들이 불사에 적극적으로 참여하였음을 잘 보여준다.
적색을 많이 사용했으며, 안면표현에 바림질 채색과 갈색 선으로 주름을 표현하여 요철감을 풍부히 나타내는 등 전체적으로 전각의 세부 표현과 각종 기물, 호위신장들의 갑옷에 이르기까지 세밀하게 많은 변화를 준 점은 왕실발원 불화로서의 품격을 잘 보여준다.
조성시기가 19세기 후반으로 다소 뒤진 느낌은 있지만, 왕실발원 불화로서 인물의 표현과 각 지옥별 장면 묘사가 뛰어나고 색조가 안정되어 있는 점과 조선말기 서울 경기지역의 시왕도와 사자도 형식을 대표하는 작품이라는 점에서, 서울시 유형문화재로 지정하여 보호할 가치가 있다고 생각된다.

## 참고 자료
- 서울 화계사 명부전 시왕도 및 사자도 - 국가유산청 국가유산포털